# Protetorado da Bechuanalândia

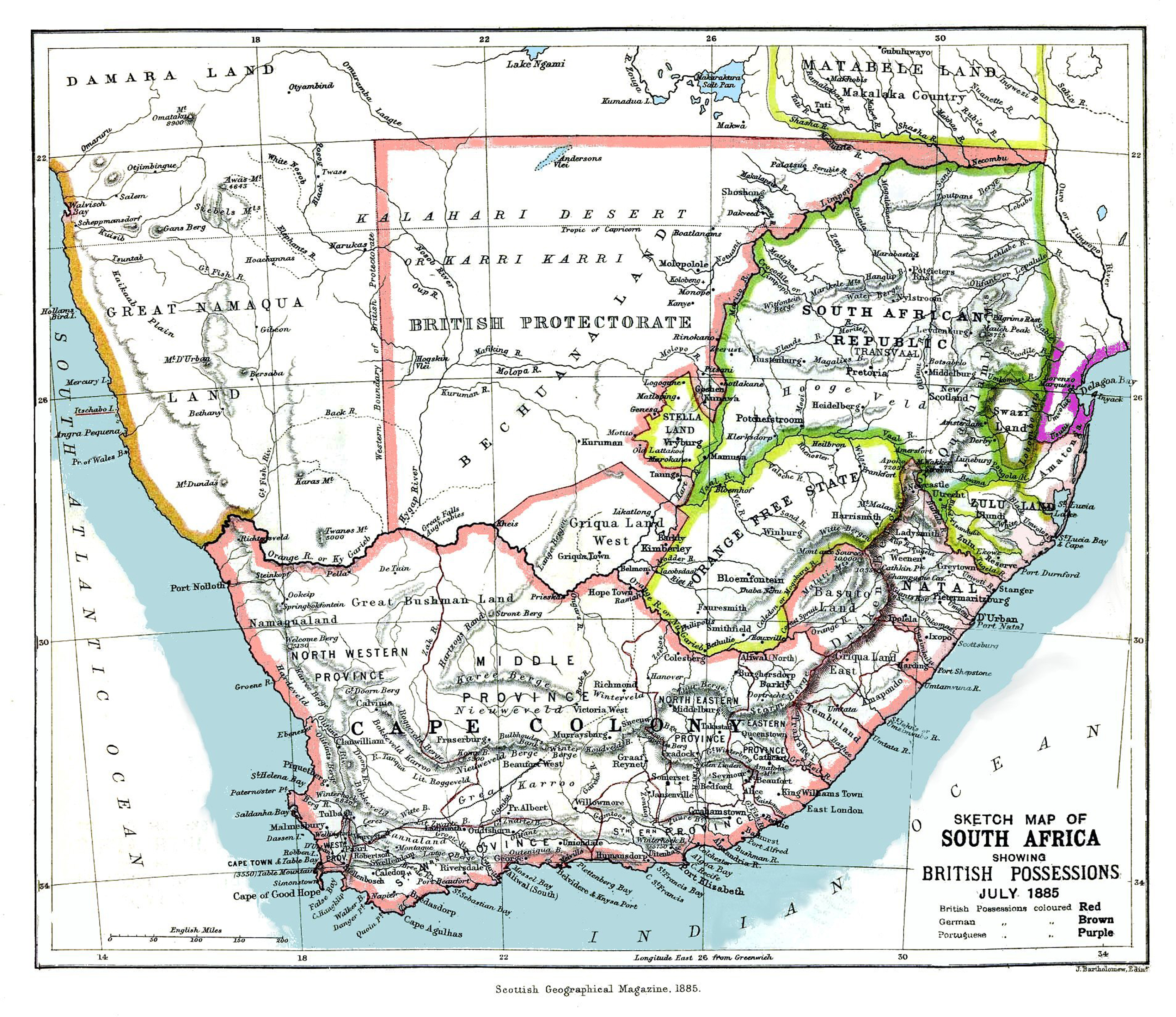
Um mapa de 1885 mostrando o Protetorado Bechuanalândia antes da criação da colônia da Bechuanalândia britânica.

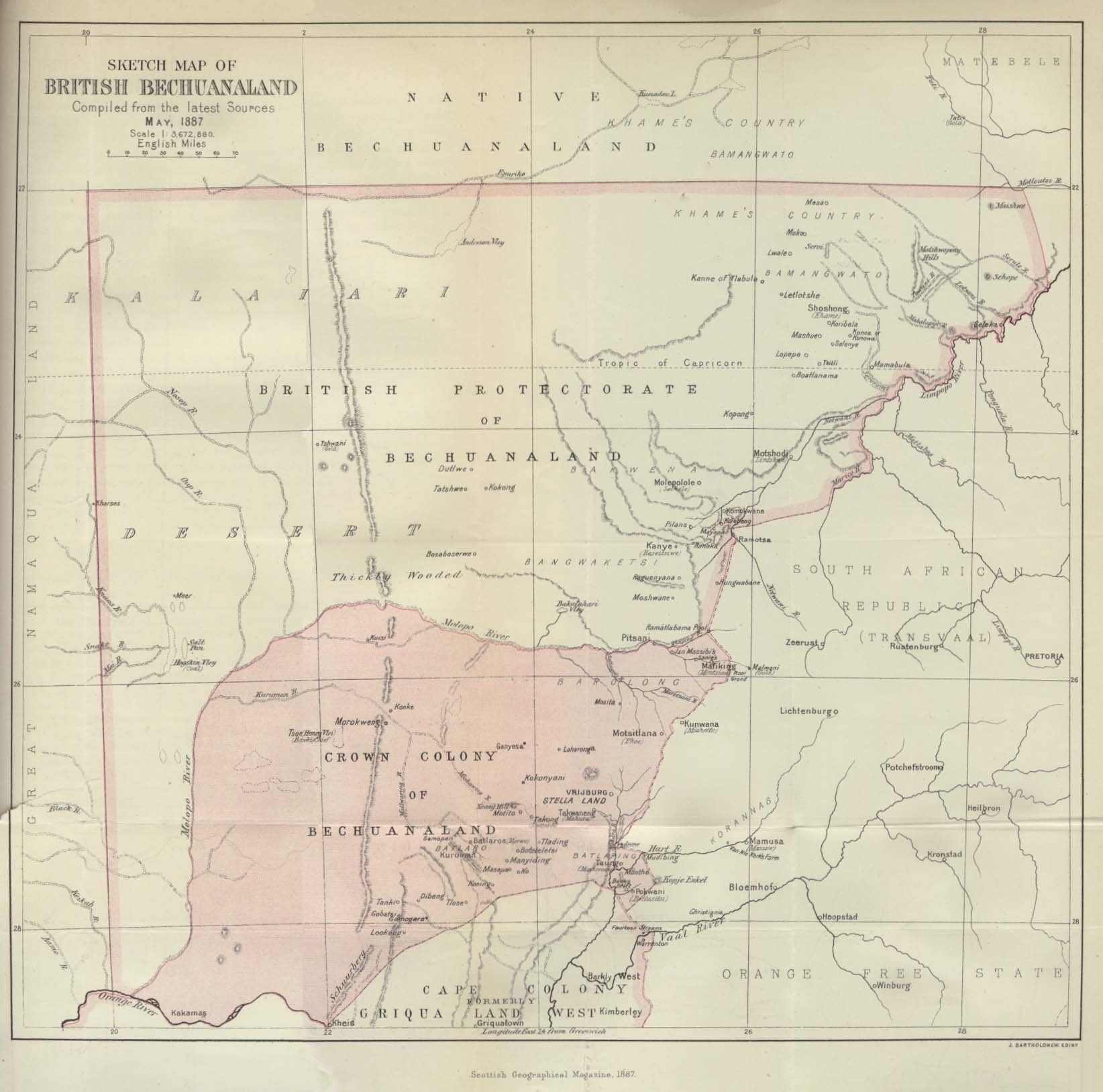
Um mapa de 1887 mostra a colônia da Bechuanalândia (sombreado rosa) e do Protetorado da Bechuanalândia (fronteira cor-de-rosa). Isso foi antes da extensão para o norte a fim de incluir Ngamiland em 1890.

O protetorado da Bechuanalândia ou da Bexuanalândia (em inglês Bechuanaland Protectorate) foi um protetorado estabelecido na África meridional em 31 de março de 1885 pelo Reino Unido da Grã-Bretanha e Irlanda. O território tornou-se independente em 30 de setembro de 1966, quando adotou o nome de República do Botswana.
Bechuanalândia significa "Terra de Bechuana" (com a grafia moderna de Batswana ou Tswana). A Bechuanalândia foi dividida em duas partes. A região Sul, conhecida como Bechuanalândia Britânica, tornou-se parte da província do Cabo e, atualmente, parte da África do Sul. O protetorado da Bechuanalândia correspondia à parte do norte, que foi anexada a mais terras em 1890.
Originalmente, o governo britânico pretendia entregar a administração do protetorado à Rodésia e África do Sul, mas a oposição dos tsuanas reteve o controle britânico até a independência. Até a independência, a capital era a cidade sul-africana de Mafeking (atual Mafikeng), dando origem à situação específica de um território administrado por uma capital fora dele.

## Ligações externas

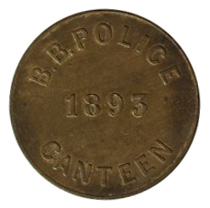
A rare Bechuanaland Border Police canteen token.